# Hierarchia potrzeb
Hierarchia potrzeb, piramida Maslowa (ang. needs hierarchy) – sekwencja potrzeb od najbardziej podstawowych (wynikających z funkcji życiowych) do potrzeb wyższego poziomu, które aktywizują się dopiero po zaspokojeniu niższych. Potoczna nazwa „piramida Maslowa” jest myląca, Maslow nie przedstawiał swojej hierarchii potrzeb w formie piramidy. Piramida potrzeb, jaka funkcjonuje dziś powszechnie w kulturze popularnej, stworzona została na skutek zniekształcania pomysłów Maslowa przez konsultantów biznesowych i autorów podręczników poszukujących prostego, intuicyjnego schematu ludzkich potrzeb. „Piramida Maslowa” nie została stworzona przez Maslowa, a co więcej, jej założenia generalnie nie zostały potwierdzone w badaniach empirycznych.

## Model Abrahama Maslowa
Abraham Maslow swoją teorię psychologiczną pod nazwą „Hierarchia potrzeb” opisał w artykule A Theory of Human Motivation w „Psychological Review” w 1943 roku. Następnie dołączył do teorii obserwacje dotyczące wrodzonej ludzkiej ciekawości. W tym samym czasie pojawiły się inne teorie dotyczące psychologii rozwoju, niektóre z nich skupiały się na opisie etapów rozwoju u ludzi. Żeby opisać wzór, na podstawie którego ludzkie motywacje są uwzględnione, Maslow użył następujących słów: „fizjologia”, „bezpieczeństwo”, „przynależność”, „miłość”, „szacunek”, „samorealizacja”.
Maslow nie zbadał ludzi chorych psychicznie lub będących pod wpływem nerwic, tylko osoby wybrane, na przykład: Albert Einstein, Jane Addams, Eleanor Roosevelt i Frederick Douglass. Usprawiedliwiał się w ten sposób, że „badanie kalekich, niedorozwiniętych, niedojrzałych i niezdrowych pacjentów może tylko produkować psychologię i filozofię kalek”. Zbadał również najzdrowszy 1% populacji studentów uniwersytetów.
Teoria Maslowa została szerzej opisana w 1954 roku w książce Motywacja i osobowość. Pozostaje popularna m.in. w badaniach socjologicznych, a także w zarządzaniu.
Hierarchia
Hierarchia potrzeb Maslowa jest często przedstawiona w kształcie piramidy. Na niższych poziomach znajdują się największe i najbardziej podstawowe potrzeby. Na najwyższym poziomie jest potrzeba samorealizacji. Piramida stała się faktycznie sposobem do reprezentacji hierarchii. Maslow jednak nigdy nie skorzystał z niej, żeby opisać poziomy potrzeb w żadnym z jego pism.
Teoria hierarchii potrzeb pojawiła się w 1943 r. w artykule Maslowa „Teoria Ludzkiej Motywacji”, ale nie w formie trójkąta. Koncepcję podchwycił Douglas McGregor, który zobaczył szansę zastosowania jej w dziedzinie zarządzania. Chociaż McGregor również nie stworzył żadnej piramidy, to nie wziął też pod uwagę wielu niuansów i warunków opisanych przez Maslowa. Tę zmienioną postać zilustrowała w formie trójkąta prostokątnego Keith Davis w 1957 r. Wizualizacja nie przyjęła się aż do 1960 roku, kiedy psycholog Charles McDermid opublikował esej zawierający piramidę, znaną dzisiaj. Od tamtego momentu prezentacja hierarchii potrzeb w formie trójkąta zakorzeniła się w zbiorowej świadomości i zdobyła popularność na szeroką skalę.
Cztery podstawowe warstwy piramidy obejmują: potrzeby fizjologiczne, bezpieczeństwo, przyjaźń, miłość oraz szacunek. Fizyczne objawy niezaspokojenia (z wyjątkiem potrzeb fizjologicznych) nie występują – taka osoba będzie czuła się niespokojna i napięta. Według Maslowa najbardziej podstawowe poziomy potrzeb muszą być zaspokojone w pierwszej kolejności. Dopiero kiedy to nastąpi, może wystąpić pragnienie zaspokojenia kolejnych poziomów potrzeb. Nie wszyscy ludzie wychodzą poza zakres podstawowych potrzeb i nie zawsze dążą do ciągłego doskonalenia się.
Ludzki umysł jest na tyle skomplikowany, że potrafi uruchamiać wiele procesów w tym samym czasie, z tego powodu wiele różnych motywacji z różnych poziomów hierarchii Maslowa może nastąpić w tym samym czasie. Maslow nazwał poziomy zaspokojenia potrzeb jako: „względny”, „ogólny” i „główny”. Zamiast oświadczyć, że osoba skupia się na pewnej potrzebie w danej chwili, Maslow twierdził, że pewna potrzeba dominuje ludzki organizm. W ten sposób Maslow przyznał prawdopodobieństwo, iż różne poziomy motywacji mogą nastąpić w dowolnym momencie w ludzkim umyśle, ale on skupia się na określeniu podstawowych rodzajów motywacji i kolejności, w jakiej powinny być spełnione.

### Piramida potrzeb
Potrzeby:
- samorealizacji – potrzeby samorealizacji – wyrażają się w dążeniu człowieka do rozwoju swoich możliwości;
  - estetyczne (potrzeba harmonii i piękna);
  - poznawcze (potrzeby wiedzy, rozumienia, nowości);
- szacunku i uznania – potrzeby uznania i prestiżu we własnych oczach i w oczach innych ludzi;
  - pragnienie potęgi, wyczynu i wolności;
  - potrzeba respektu i uznania ze strony innych ludzi, dobrego statusu społecznego, sławy, dominacji, zwracania na siebie uwagi;
- przynależności – występują w usiłowaniach przezwyciężenia osamotnienia, alienacji i obcości, tendencji do nawiązywania bliskich intymnych stosunków, uczestnictwa w życiu grupy;
- bezpieczeństwa – pobudzają do działania, zapewniając nienaruszalność, ujawniają się gdy dotychczasowe nawyki okazują się mało przydatne;
- fizjologiczne – gdy nie są zaspokojone, dominują nad wszystkimi innymi potrzebami, wypierają je na dalszy plan i decydują o przebiegu zachowania człowieka.

Piramida potrzeb nie tłumaczy jednakże wszystkich zachowań ludzkich. Pozornie, według niej, człowiek podejmuje działania z gatunku potrzeb wyższego rzędu dopiero po zaspokojeniu potrzeb niższego stopnia, np. człowiek głodny nie będzie zajmować się kulturą. Od tej reguły zdarzają się istotne wyjątki. Sprzeczne bowiem z hierarchią potrzeb było zjawisko np. teatru polskiego w czasie okupacji niemieckiej przy niezaspokojonej potrzebie bezpieczeństwa. Dlatego też na stosunek jednostki wobec swoich potrzeb wpływają jeszcze czynniki genetyczne, środowiskowe oraz aktywność własna jednostki lub też behawioralny system bodźców i reakcji.

### Potrzeby fizjologiczne
Potrzeby fizjologiczne są to wymagania fizyczne potrzebne do przetrwania człowieka. Jeżeli te potrzeby nie są zaspokojone, ludzki organizm nie może prawidłowo funkcjonować i ostatecznie nie będzie w stanie przetrwać. Potrzeby fizjologiczne są uważane za najważniejsze; dlatego powinny być spełnione w pierwszej kolejności.
Powietrze, woda i jedzenie to wymagania metaboliczne na przetrwanie wszystkich zwierząt i ludzi. Odzież i schronienie zapewniają niezbędną ochronę przed czynnikami atmosferycznymi. Natomiast intensywność ludzkiego instynktu seksualnego kształtuje się na podstawie utrzymywania odpowiedniego wskaźnika urodzeń, także konkurencja seksualna może kształcić ten instynkt.

### Potrzeby bezpieczeństwa
Zaraz po zaspokojeniu fizjologicznych potrzeb, ma pierwszeństwo bezpieczeństwo osoby i ono kieruje zachowanie. Ludzie mogą doświadczyć pourazowego stresu w przypadku braku bezpieczeństwa fizycznego, np.: katastrofy naturalne, wojny, przemoc w rodzinie lub w dzieciństwie. W przypadku braku bezpieczeństwa ekonomicznego – ze względu na kryzys gospodarczy i brak możliwości pracy – potrzeby bezpieczeństwa ludzi objawiają się w różny sposób, taki jak: preferencja dla bezpieczeństwa pracy, procedury składania skarg dla ochrony ludzi przed władzą, rachunki oszczędnościowe, polisy ubezpieczeniowe, odpowiednich przystosowań niepełnosprawności itp. Jest bardziej prawdopodobne istnienie tego poziomu u dzieci, gdyż zazwyczaj to one mają większą potrzebę czuć się bezpiecznie.
Potrzeby ochrony i bezpieczeństwa obejmują:
- bezpieczeństwo osobiste;
- bezpieczeństwo ekonomiczne;
- zdrowie i dobre samopoczucie;
- zabezpieczenie przed wypadkami/chorobami i ich negatywnych skutków.

### Miłość i przynależność
Po zaspokojeniu potrzeb fizjologicznych i bezpieczeństwa, trzeci poziom ludzkich potrzeb jest interpersonalny i obejmuje uczucia przynależności. Ta potrzeba jest szczególnie silna w dzieciństwie i może zastąpić potrzebę bezpieczeństwa. Przykładem są małe dzieci związane emocjonalnie z rodzicami, którzy je krzywdzą. Braki w tym poziomie hierarchii mogą mieć wpływ na umiejętność tworzenia i utrzymywania relacji międzyludzkich, na przykład:
- przyjaźń,
- intymność,
- rodzina.

Według Maslowa, ludzie potrzebują poczucia przynależności i akceptacji wśród swoich grup społecznych, niezależnie od tego czy te grupy są duże czy małe. Na przykład niektóre duże grupy społeczne mogą obejmować kluby, współpracowników, grupy religijne, organizacje zawodowe i drużyny sportowe. Natomiast małe związki społeczne obejmują członków rodziny, partnerów, mentorów, współpracowników i powierników. Ludzie potrzebują kochać i być kochanymi – zarówno seksualnie, jak i nie-seksualnie. W przypadku braku tej miłości lub przynależności, wiele osób staje się podatnych na samotność, lęk społeczny i depresję kliniczną. Potrzeba przynależności może przezwyciężyć potrzeby fizjologiczne i bezpieczeństwa.

### Szacunek
Wszyscy ludzie odczuwają potrzebę, aby czuć się szanowanym, dotyczy to także poczucia własnej wartości i szacunku dla samego siebie. Potrzeba szacunku jest typowym ludzkim pragnieniem akceptacji i uznania przez innych. Ludzie często angażują się w pewien zawód lub hobby, aby zyskać uznanie. Te działalności dają człowiekowi poczucie udziału lub wartości. Niska samoocena lub kompleks niższości mogą wynikać z braku równowagi w tym poziomie w hierarchii. Osoby z niską samooceną często potrzebują szacunku od innych, czują potrzebę poszukiwania sławy czy chwały. Jednak sława i chwała nie pomogą osobie zbudować poczucia własnej wartości, dopóki sam nie zaakceptuje samego siebie. Nierównowaga psychologiczna (np. depresja) może utrudnić osobom uzyskanie wyższego poziomu samooceny i szacunku dla samego siebie.
Większość ludzi potrzebuje stabilnego szacunku dla samego siebie i poczucia własnej wartości. Maslow zauważył dwa rodzaje potrzeby szacunku: wersja „niższa” i wersja „wyższa”. Niższa wersja własnej wartości to potrzeba szacunku ze strony innych. Może to obejmować potrzebę uznania, sławy, prestiżu i uwagi. „Wyższa” wersja objawia się potrzebą szacunku do samego siebie. Na przykład osoba może mieć wytrzymałość, kompetencje, opanowanie, pewność siebie, niezależność i wolność. Ta „wyższa” wersja ma pierwszeństwo w stosunku „dolnej” wersji, ponieważ opiera się na wewnętrznej kompetencji ustanowionej przez doświadczenie. Pozbawienie tych potrzeb może prowadzić do kompleksu niższości, słabości i bezradności.
Maslow stwierdził, że „poziomy hierarchii są ze sobą powiązane, a nie zupełnie rozdzielone”. To oznacza, że poczucie własnej wartości i kolejne poziomy są ściśle związane.

### Samorealizacja
„Obecny w człowieku potencjał domaga się urzeczywistnienia”. Ten cytat stanowi podstawę postrzeganej potrzeby samorealizacji. Ten poziom świadczy, jaki jest pełny potencjał człowieka i zrealizowanie tego potencjału. Maslow określa ten poziom jako pragnienie, żeby stać się najlepszym i osiągnąć wszystko to, co możliwe. Osoby mogą postrzegać lub skupić się na tej potrzebie bardzo intensywnie. Na przykład pewna osoba może mieć silne pragnienie, aby stać się idealnym rodzicem. Inny może wyrazić pragnienie posiadania atletycznej sylwetki. Dla innych ta potrzeba może wyrazić się w malarstwie, zdjęciach lub wynalazkach. Jak wcześniej wspomniano, Maslow uważa, że żeby dosięgnąć ten poziom potrzeb, osoba musi nie tylko osiągnąć zaspokojenie poprzednich potrzeb, ale także je opanować.

## Badania
Ostatnie badania prawdopodobnie potwierdzają istnienie uniwersalnych ludzkich potrzeb, jednak hierarchia zaproponowana przez Maslowa została podważona.
Po II wojnie światowej niezaspokojone potrzeby bezdomnych i osieroconych dzieci przedstawiły trudności często adresowane za pomocą teorii przywiązania, która początkowo opierała się na pracy psychologii rozwojowej Maslowa i Johna Bowlby'ego. Początkowo dotyczyła przede wszystkim pozbawienia matki i związanych strat niezbędnych i pierwotnych potrzeb; teoria przywiązania została rozszerzona, żeby wyjaśnić niemal wszystkie ludzkie potrzeby, od pożywienia i dobierania się w pary, przynależności do grupy i sprawiedliwości.

## Krytyka
Wahba i Bridwell, analizując teorię Maslowa, nie udowodnili klasyfikacji potrzeb i istnienia określonej hierarchii.
Kolejność poziomów hierarchii została skrytykowana jako etnocentryczna przez Geerta Hofsteda. Hierarchia potrzeb Maslowa nie przedstawia i nie rozszerza różnicy pomiędzy potrzebami w społeczeństwach indywidualistycznych i w społeczeństwach kolektywistycznych. Potrzeby w społeczeństwach indywidualistycznych są bardziej egocentryczne niż w społeczeństwach kolektywistycznych, skupiają się na poprawie siebie i samorealizacja jest na szczycie samodoskonalenia. W społeczeństwach kolektywistycznych potrzeby akceptacji i wspólnoty będą większe niż potrzeby wolności i indywidualności.
Termin „samorealizacja” może nie opisuje całkowicie spostrzeżenia Maslowa; ta motywacja dąży do bycia najlepszym dla innych ludzi, jak również dla samego siebie. Termin używany przez Maslowa „samorealizacja” nie opisuje prawidłowo tego poziomu. Osoba, która znajduje się na poziomie samorealizacji, może osiągnąć korzyści dla siebie i społeczeństwa.
Pozycja i wartość seksu w piramidzie jest również źródłem krytyki dotyczące hierarchii Maslowa. Hierarchia potrzeb Maslowa mieści seks w potrzebach fizjologicznych razem z jedzeniem i oddychaniem. Autor teorii wyszczególnia seks wyłącznie z perspektywy indywidualistycznej. Na przykład seks jest umieszczony z innymi potrzebami fizjologicznymi, które muszą być spełnione, zanim dana osoba weźmie pod uwagę „wyższe” poziomy motywacji. Niektórzy krytycy uważają, że umieszczenie seksu w tej pozycji zaniedbuje emocjonalne, rodzinne i ewolucyjne konsekwencje seksu w społeczeństwie, chociaż inni podkreślają, że dotyczy to wszystkich podstawowych potrzeb.

## Zmiany w hierarchii przez okoliczności
Wyższe poziomy (poczucie własnej wartości i samorealizacja) i niższe poziomy (potrzeby fizjologiczne, bezpieczeństwa i miłości) hierarchii potrzeb Maslowa nie są uniwersalne i mogą różnić się ze względu na indywidualne różnice i dostępności środków w regionie lub kraju.
W jednym badaniu, rozpoznawcza analiza czynnikowa pokazała, że w USA w czasie pokoju z 1993 do 1994 roku były dwa szczególnie istotne poziomy potrzeb: przetrwanie (potrzeby fizjologiczne i bezpieczeństwa) oraz psychologiczne (miłość, poczucie własnej wartości i samorealizacja). W 1991 roku, powstały wspomnienia z czasu pokoju podczas wojny w Zatoce Perskiej. Zapytano obywateli USA, czy pamiętali znaczenie potrzeb z poprzedniego roku. Okazało się, że zostały zidentyfikowane tylko dwa poziomy potrzeb. W związku z tym ludzie mają zdolność i umiejętność, by przypomnieć i oszacować ich znaczenie. Dla obywateli Bliskiego Wschodu, pojawiły się trzy poziomy potrzeb w zakresie znaczenia i zadowolenia w 1990 roku podczas wspomnienia z czasu pokoju. Te trzy poziomy były zupełnie inne od tych obywateli USA.
W różnych kulturach z powodu stresu wojennego nastąpiły zmiany ważności i zaspokojenia potrzeb. W czasie pokoju obywatele USA uznali wszystkie potrzeby za równie ważne, więc był tylko jeden ich poziom. W odniesieniu do zaspokojenia potrzeb w czasie wojny, w Stanach Zjednoczonych były trzy poziomy: potrzeby fizjologiczne, bezpieczeństwa i potrzeby psychologiczne. Podczas wojny, zaspokojenie potrzeb fizjologicznych i bezpieczeństwa stanowiły dwie niezależne potrzeby, natomiast w czasie pokoju, były połączone w jedną. Dla mieszkańców Bliskiego Wschodu w czasie wojny zaspokojenie potrzeb zmieniło się z trzech poziomów na dwa.
W 1981 roku przeprowadzono badanie, jak hierarchia Maslowa może różnić się między grupami wiekowymi. Ankieterzy zadali pytania uczestnikom o wyrażenie swoich potrzeb w kolejności od najważniejszych do najmniej ważnych. Naukowcy odkryli, że dzieci miały wyższe oceny potrzeb fizycznych w porównaniu z innymi grupami wiekowymi. Potrzeba miłości pojawiła się od dzieciństwa do dorosłości. Wśród młodzieży najsilniejsza była potrzeba szacunku. Osoby dorosłe miały najwyższy poziom samorealizacji. Natomiast ludzie w starszym wieku mieli najwyższy poziom bezpieczeństwa. Autorzy zasugerowali, że hierarchia proponowana przez Maslowa może być ograniczona jako teoria kolejności rozwojowej, ponieważ kolejność potrzeby miłości i samooceny powinna zostać odwrócona w zależności od wieku.

## Naukowa teoria kulturyBronisława Malinowskiego
Zgodnie z teoriami instynktywistycznymi człowiek posiada pewną liczbę wrodzonych predyspozycji, „podstawowych potrzeb”, na których nadbudowuje się dopiero kultura. Kultura jest więc ogromnym aparatem do zaspokojenia potrzeb i zespołem reakcji na te potrzeby. Opisać kulturę to opisać warunki, jakie muszą być spełnione aby zbiorowość była w stanie przetrwać.
7 potrzeb według Malinowskiego, to:
- metabolizm;
- reprodukcja;
- odpowiednie warunki fizyczne;
- bezpieczeństwo;
- ruchliwość;
- rozwój;
- zdrowie.

Miało im odpowiadać 7 podstawowych imperatywów kulturowych:
- zaopatrzenie;
- małżeństwo i rodzina (system pokrewieństwa);
- mieszkanie i ubranie;
- ochrona i obrona;
- aktywność i komunikacja;
- przyuczanie i szkolenie;
- higiena.